# Sphaeronaema pruinosum
Sphaeronaema pruinosum är en svampart som beskrevs av Berk. & M.A. Curtis 1874. Sphaeronaema pruinosum ingår i släktet Sphaeronaema, divisionen sporsäcksvampar och riket svampar.   Inga underarter finns listade i Catalogue of Life.